# 石澤柊斗
石澤 柊斗（いしざわ しゅうと、2008年11月8日 - ）は、日本の子役タレントである。 生まれは大阪府であるが、2歳からは神奈川県に移り住んでいる。所属は、タレントの坂上忍が総合プロデュースを手掛ける子役事務所アヴァンセ。

## 人物
趣味は走ること、ものまね。特技は短距離走。

## 出演

### 映画
- 劇場版 ほんとうにあった怖い話2016（2016年、NSW） - 杉野晴樹 役[2]
- HERO〜2020〜（2020年、ベストブレーン）
- 罪の声（2020年、東宝） - 生島聡一郎（子ども時代） 役
- 罪と悪（2024年、ナカチカピクチャーズ）[3]

### テレビドラマ
- PTAグランパ!（2017年4月2日 - 5月21日、NHK） - 織部聖夜 役
  - PTAグランパ2!（2018年4月8日 - 5月27日）
- どこにもない国（2018年3月24日 - 31日、NHK） - 新甫満郎 役
- 僕が笑うと（2019年3月、関西テレビ）[4] - 鈴木健作 役
- ほんとにあった怖い話 20周年スペシャル（2019年10月12日、フジテレビ） - ほん怖クラブ2019メンバー
- 大河ドラマ「青天を衝け」（2021年、NHK） - 渋沢喜作（幼少期） 役[5][6]
- おいしい給食 season3（2023年10月9日 - 、テレビ神奈川 他） - 浅葉浩二 役[7]

### バラエティ
- 日本人の3割しか知らないこと くりぃむしちゅーのハナタカ！優越館（2018年 - 、テレビ朝日)
- 坂上どうぶつ王国（2018年 - 、フジテレビ）
- キスマイどきどきーん！（2019年 - 、dTV ）[8]
- 有吉ゼミ（2020年 - 、日本テレビ)
- もやモ屋（2021年3月5日、NHK-Eテレ）  - 流星 役[9]
- コズミックフロント (2021年6月24日、NHK)
- ダウンタウンvs Z世代 ヤバイ昭和あり？なし？ （2022年8月13日 、日本テレビ)

### CM
- 花王 ビオレU「驚きの肌体験」篇（2015年）
- マクドナルド ハッピーセット「はなかっパレード」篇（2015年）
  - ハッピーセット「アツすぎる夏」篇（2017年）
- 九州電力 「オール電化で家事シェア」篇（2016年）
- ニチガス 「家族が多いほどおトク」篇（2019年 - )
- バンダイ「スーパードラゴンボールヒーローズ」（2021年）
- Netflix （2021年）
- 日本生命【幸せを長く】篇 （2021年）

### ミュージックビデオ
- こぶしファクトリー「きっと私は」（2018年8月8日）

### ラジオドラマ
- FMシアター 声命線（2017年12月2日 、NHK FM)[10]

### 舞台
- ROCK ON!!〜second〜 -The Story of Ours- (2016年8月3日 – 7日、萬劇場）
- イズ・ザット・フォー・リアル -Life goes on- （2017年6月21日 - 25日、中野テアトルBONBON）